# Orly
 Orly é uma comuna francesa na região administrativa da Ilha-de-França, no departamento de Val-de-Marne. Estende-se por uma área de 6,69 km². Em 2010 a comuna tinha 24 030 habitantes (densidade: 3 591,9 hab./km²).
Uma parte do seu território é ocupado pelo Aeroporto de Orly.

## Geografia

### Transportes
A comuna é servida por duas estações do RER C: Les Saules e Orly - Ville. Nas proximidades, a estação Pont de Rungis - Aéroport d'Orly está localizada em Thiais.

## Toponímia

### Orly
O nome de Orly é traduzido em latim por Aureliacus em 851000, Aureliacum nos documentos do século IX e do século X. Se encontra também Orleium no século XI, Orliaco em 1201, época em que se escreve, daqui em diante em francês antigo não latinizado, Orli. Deriva da feição regular do galo-romano Aureliacum, "domínio de Aurelius", do mesmo modo que Orléans deriva do gentílico Aureliani. Na Auvérnia, o mesmo topônimo galo-romano Aureliacum deu Aurillac.

## Demografia
| 1793 | 1800 | 1806 | 1821 | 1831 | 1836 | 1841 | 1846 | 1851 |
| ---- | ---- | ---- | ---- | ---- | ---- | ---- | ---- | ---- |
| 441  | 508  | 650  | 511  | 553  | 558  | 581  | 542  | 570  |

| 1856 | 1861 | 1866 | 1872 | 1876 | 1881 | 1886 | 1891 | 1896 |
| ---- | ---- | ---- | ---- | ---- | ---- | ---- | ---- | ---- |
| 588  | 659  | 755  | 704  | 689  | 666  | 818  | 839  | 882  |

| 1901 | 1906 | 1911 | 1921  | 1926  | 1931  | 1936  | 1946  | 1954  |
| ---- | ---- | ---- | ----- | ----- | ----- | ----- | ----- | ----- |
| 856  | 817  | 893  | 1 381 | 3 691 | 5 414 | 6 132 | 6 017 | 7 624 |

| 1962 | 1968   | 1975   | 1982   | 1990   | 1999   | - | - | - |
| --- | ------ | ------ | ------ | ------ | ------ | - | - | - |
| 17 637 | 30 197 | 26 104 | 23 766 | 21 646 | 20 470 | - | - | - |
| Para os censos de 1962 a 2006 a população legal corresponde à popolução sem duplicidades, segundo define o INSEE. |        |        |        |        |        |   |   |   |